# 沈永清
沈永清（？—？），字墨藻，福建省福州府侯官縣（今福建省福州市），為兩江總督兼南洋大臣──沈葆楨後代。沈玮庆的幼子。
曾任沐陽縣知縣。乾隆四十四年，担任河南揚州府寶應縣知縣。